# Тимошенко Ілля Олександрович
Ілля Олександрович Тимошенко (нар. 7 березня 1999) — український футболіст, центральний захисник клубу «Любомир».

## Життєпис
Вихованець київського РВУФК. Дорослу футбольну кар'єру розпочав виступами в аматорських клубах. Спочатку захищав кольори «Луцька», а після розформування команди виступав за «Світязь» (Шацьк) у чемпіонаті Волинської області. Сезон 2017/18 років розпочав у складі «Волині», у футболці лучан зіграв 9 матчів у Першій лізі чемпіонату України. Під час зимової перерви сезону 2017/18 років приєднався до «Олімпіка», проте після цього виступав виключно за юнацьку та молодіжну команди донеччан.